# Tarfaya
Tarfaya (em árabe: طرفاية), denominada Villa Bens durante o período do protetorado espanhol, foi capital da zona sul do protetorado Espanhol de Marrocos. É uma pequena cidade costeira do sul de Marrocos, capital da província homónima, que faz parte da região de El Aiune-Saguia el Hamra. Em 2024 tinha 11.030 habitantes.

## Localização
Situa-se junto ao cabo Juby, 100 km a norte de El Aiún, 213 km a sudoeste de Tan-Tan, 340 km a sudoeste de Guelmim, 400 km a sudoeste de Sidi Ifni, 540 km a sudoeste de Agadir e 985 km a sudoeste de Casablanca (distâncias por estrada).
Entre 1958 e 1975 a cidade de Tarfaya foi uma cidade fronteiriça com o então Saara Espanhol.

## História
Em 1879, a britânica Companhia da África do Noroeste, propriedade do escocês Donald Mackenzie, estabeleceu um entreposto comercial na região após morosas negociações com os senhores locais. O entreposto foi batizado Port Victoria e dele ainda existe uma construção conhecida como "Casa Mar", atualmente em ruínas. Mackenzie conseguiu o controle duma faixa da costa entre o Cabo Juby e a Ponta Stafford, mas acabaria por vender o entreposto comercial ao sultão de Hassan I de Marrocos, depois das tribos sarauís terem pedido ajuda ao sultão para expulsar os britânicos das suas terras.

### Protetorado Espanhol do Sul de Marrocos
Em 1912, Espanha negociou concessões na zona sul de Marrocos para aumentar o território que já tinham no Saara Ocidental com França, que então controlava efetivamente os assuntos de Marrocos,. Segundo o tratado hispano-francês de 27 de novembro de 1912, todas as terras a sul do rio Drá passaram a ser um protetorado espanhol. Nos termos desse tratado, Espanha comprometia-se a entregar esses territórios a Marrocos quando terminasse o protetorado, apesar da região não estar sob o controle sultão de Marrocos. Oficialmente, a região de Tarfaya passou a designar-se como zona sul do protetorado de espanhol de Marrocos ou colónia de Cabo Juby, estando portanto separada administrativamente do chamado Saara Espanhol constituído pelas colónias de Rio do Ouro e Saguia el Hamra, cuja fronteira norte era o paralelo que passa a sul de Tarfaya.

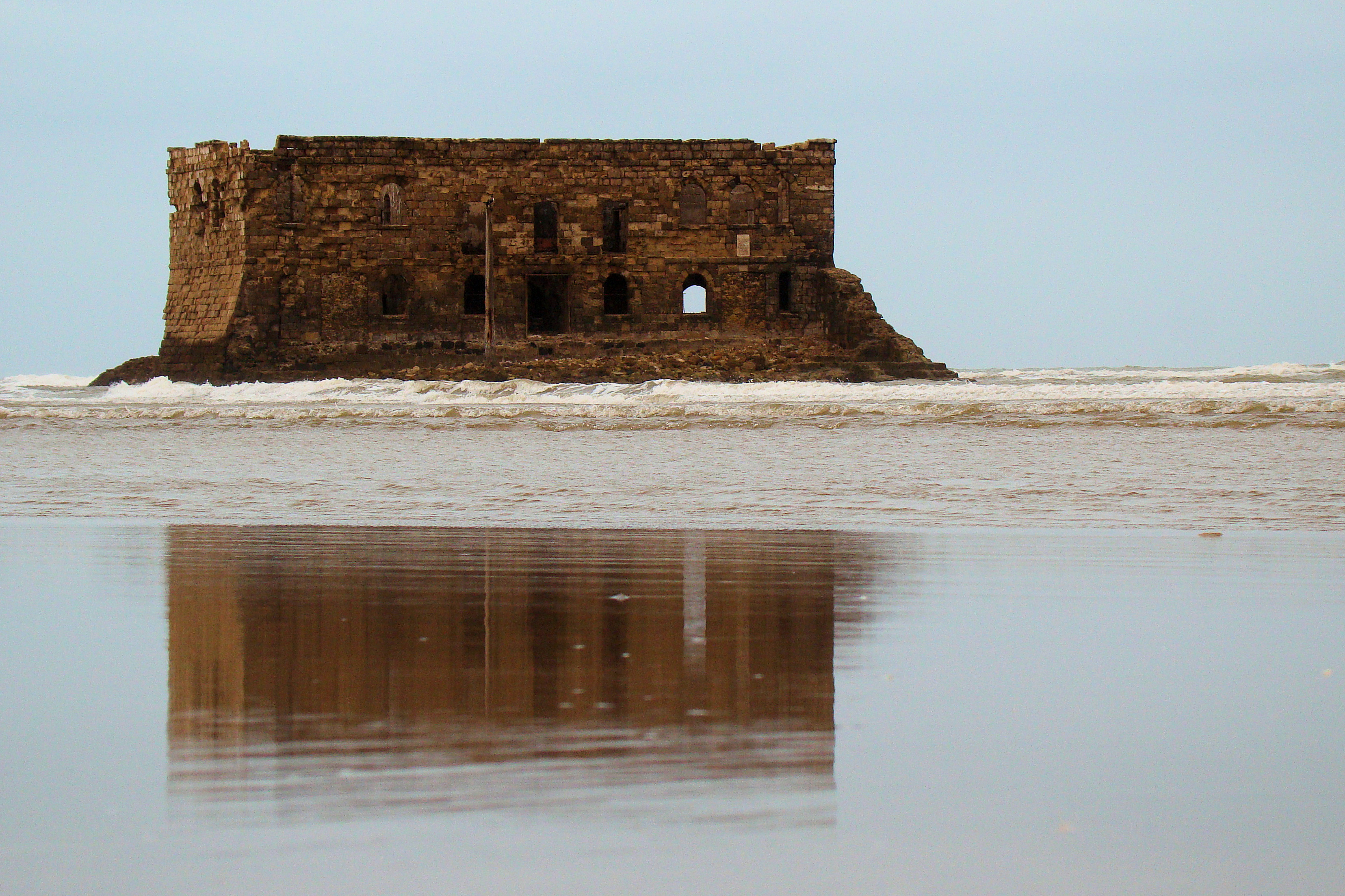
A "Casa Mar", um forte construído pelo escocês Donald Mackenzie na década de 1880

Espanha só tomou posse efetiva do Cabo Juby a 29 de julho de 1916, quando o governador da colónia de Rio do Ouro, o capitão Francisco Bens, ocupou oficialmente a região. A localidade atualmente chamada Tarfaya passou então a designar-se Villa Bens e foi usada principalmente para escala de voos dedicados ao correio aéreo e aos voos para as Canárias. A partir de 1934, a companhia aérea alemã Lufthansa também usou Villa Bens como escala dos seus voos para a América do Sul.
Em 1946, o território de Cabo Juby passou a fazer parte da chamada África Ocidental Espanhola, que juntou todas as colónias espanholas do noroeste de África (Saara, Cabo Juby e Ifni). Os espanhóis construíram um forte dois hangares militares.

### Integração em Marrocos
Quando Marrocos obteve a independência em 1956, reclamou a retrocessão do Cabo Juby, nos termos do tratado de 1912, um pedido a que Espanha não deu resposta imediata. Seguiu-se um período de confrontos militares entre Espanha e tropas irregulares marroquinas que ficou conhecido como Guerra de Ifni, que terminou com a assinatura dos acordos de Angra de Cintra a 2 de abril de 1958, nos termos dos quais Espanha cedeu oficialmente o cabo Juby a Marrocos.
Em 1975, Tarfaya foi a principal base da Marcha Verde, o movimento de ocupação do então Saara Espanhol por parte de Marrocos, que contribuiu decisivamente para o abandono daquele território por parte de Espanha. Junto a Tarfaya estiveram então acampados cerca de 350 000 participantes na Marcha Verde.

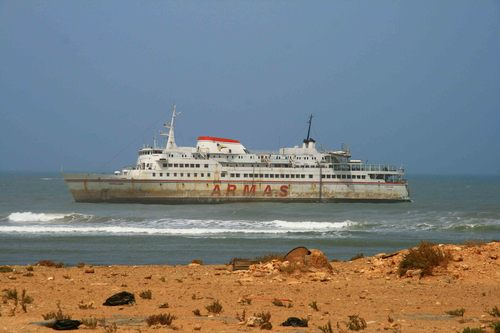
O ferribote Assalama, encalhado em 30 de abril de 2008 ao largo de Tarfaya

### Naufrágio doAssalama
Em 2008 esteve iminente uma tragédia de grandes proporções quando o ferribote Assalama, operado pela companhia espanhola Naviera Armas, encalhou ao largo de Tarfaya com 113 passageiros, 30 tripulantes e 60 automóveis a bordo. O navio fazia a ligação entre Tarfaya e Puerto del Rosario, na ilha de Fuerteventura nas Canárias, desde 10 de dezembro de 2007, apesar dos frequentes incidentes técnicos devido às condições do porto de Tarfaya e aos problemas do navio. O Assalama já tinha tido três acidentes ao longo dos seus 42 anos de idade e tinha estado arrestado em Las Palmas entre junho e setembro de 2007 por não cumprir as normas de segurança, sendo posteriormente posto sob bandeira panamiana, alegadamente para poder voltar a ser autorizado a navegar.
A 30 de abril de 2008, grandes vagas fizeram o navio adernar e começar a ser empurrado para terra. Os passageiros alegam que teria ocorrido uma tragédia se os pescadores de Tarfaya e a marinha marroquina não tivessem  acorrido a salvá-los, pois o Assalama só dispunha de dois botes salva-vidas obsoletos e só um deles foi lançado ao mar com 30 passageiros. O acidente provocou o derramamento de 80 000 litros de fuelóleo que provocou graves prejuízos à indústria de pesca local. Dois anos depois do acidente, os passageiros ainda não tinham recebido qualquer indemnização pelas perdas de bagagens e veículos.

### Atualidade
Em 2009 a companhia petrolífera irlandesa San Leon Energy assinou um contrato de exploração de gás de xisto betuminoso na chamada "Bacia de Tarfaya", cujas reservas se estimam em 22 000 milhões de barris. A companhia australiana Longreach Oil and Gás e a espanhola Repsol também têm contratos de exploração de gás na zona de Zag-Tarfaya.

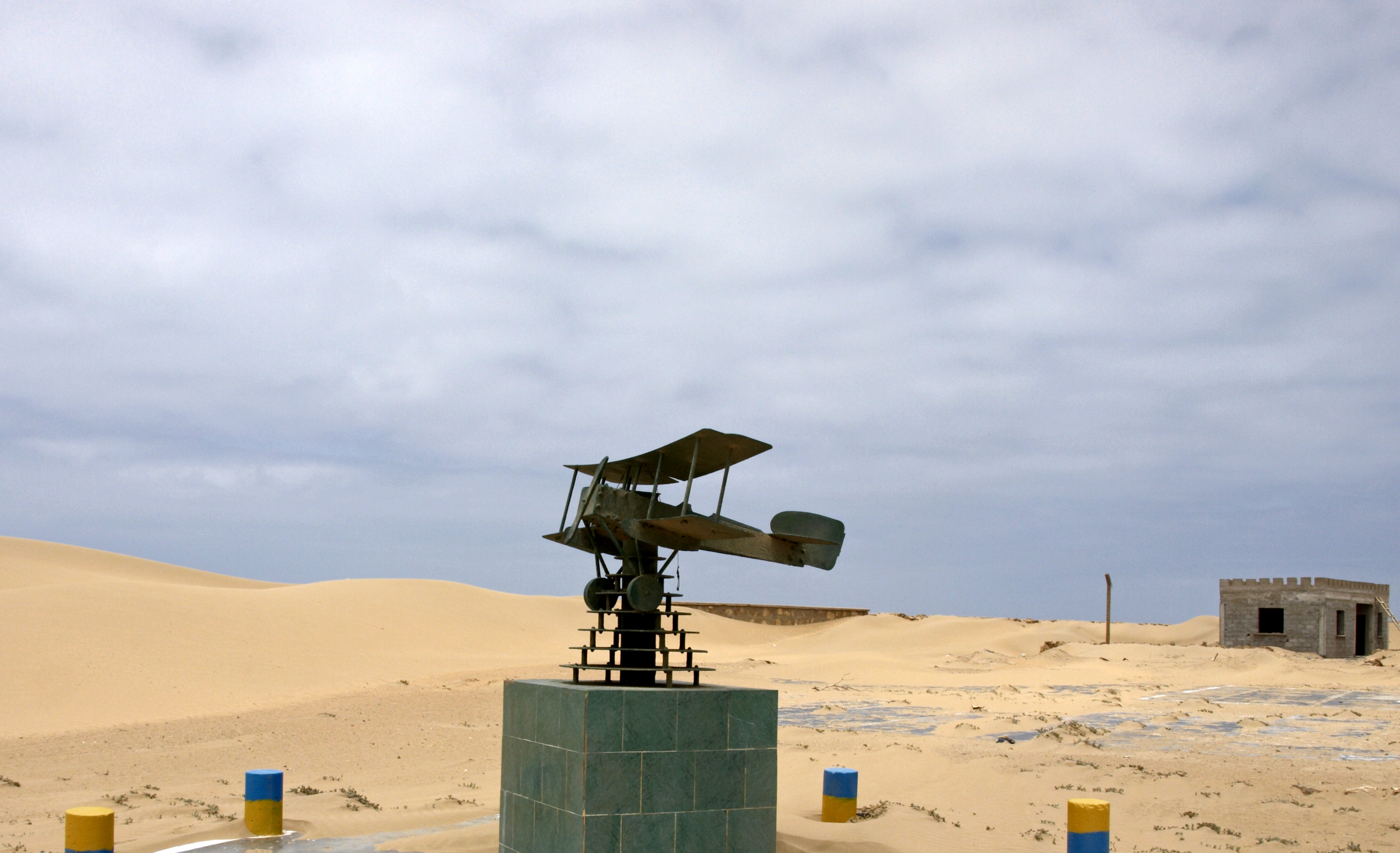
Monumento em memória de Antoine de Saint-Exupéry em Tarfaya

## Escala da Aéropostale e Saint-Exupéry
O aeródromo de Cabo Juby, situado junto à atual Tarfaya, foi uma escala importante para os voos entre Toulouse e Saint-Louis do Senegal da lendária companhia aérea francesa Aéropostale, fundada em 1927. Nesse mesmo ano, o piloto e escritor francês Antoine de Saint-Exupéry foi nomeado chefe de escala em Cabo Juby, onde permaneceu 18 meses, durante os quais escreveu o romance Courrier sud ("Correio do Sul") e negociou com as tribos mouras insubmissas a libertação de pilotos que tinham sido detidos após acidentes ou aterragens forçadas.
Em 2004 foi inaugurado em Tarfaya um museu dedicado à memória da Aéropostale, criado pela associação "Mémoire d'Aéropostale", uma fundação cujos principais patrocinadores são a municipalidade de Toulouse e a Airbus. Numa das praias de Tarfaya existe também um monumento em memória de Saint-Exupéry.

## Clima
| Dados climatológicos para Tarfaya | Dados climatológicos para Tarfaya | Dados climatológicos para Tarfaya | Dados climatológicos para Tarfaya | Dados climatológicos para Tarfaya | Dados climatológicos para Tarfaya | Dados climatológicos para Tarfaya | Dados climatológicos para Tarfaya | Dados climatológicos para Tarfaya | Dados climatológicos para Tarfaya | Dados climatológicos para Tarfaya | Dados climatológicos para Tarfaya | Dados climatológicos para Tarfaya | Dados climatológicos para Tarfaya |
| Mês                               | Jan                               | Fev                               | Mar                               | Abr                               | Mai                               | Jun                               | Jul                               | Ago                               | Set                               | Out                               | Nov                               | Dez                               | Ano                               |
| --------------------------------- | --------------------------------- | --------------------------------- | --------------------------------- | --------------------------------- | --------------------------------- | --------------------------------- | --------------------------------- | --------------------------------- | --------------------------------- | --------------------------------- | --------------------------------- | --------------------------------- | --------------------------------- |
| Temperatura máxima recorde (°C)   | 31                                | 28                                | 33                                | 39                                | 26                                | 28                                | 36                                | 30                                | 34                                | 38                                | 35                                | 28                                | 39                                |
| Temperatura máxima média (°C)     | 19                                | 19                                | 20                                | 21                                | 21                                | 22                                | 22                                | 23                                | 23                                | 23                                | 22                                | 20                                | 21                                |
| Temperatura mínima média (°C)     | 13                                | 13                                | 14                                | 15                                | 16                                | 17                                | 18                                | 18                                | 18                                | 17                                | 16                                | 13                                | 16                                |
| Temperatura mínima recorde (°C)   | 5                                 | 6                                 | 9                                 | 8                                 | 12                                | 12                                | 15                                | 13                                | 13                                | 11                                | 10                                | 6                                 | 5                                 |
| Precipitação (mm)                 | 0                                 | 0                                 | 0                                 | 0                                 | 0                                 | 0                                 | 0                                 | 0                                 | 0                                 | 0                                 | 10                                | 0                                 | 40                                |
| Dias com chuva                    | 0                                 | 0                                 | 0                                 | 0                                 | 0                                 | 0                                 | 0                                 | 0                                 | 0                                 | 0                                 | 1                                 | 0                                 | 4                                 |
| Fonte: Weatherbase                |                                   |                                   |                                   |                                   |                                   |                                   |                                   |                                   |                                   |                                   |                                   |                                   |                                   |

## Demografia
Segundo o censo Marroquino de 2014, a cidade tinha 8 027 habitantes.

### Evolução demográfica

#### Durante o período Espanhol
Segundo as estimativas e o censo realizado pelas autoridades Espanholas, a população da cidade era a seguinte:
| Cidade de: | Etnias   | Estimativas | Estimativas | Estimativas | Estimativas | Estimativas | Censos |
| Cidade de: | Etnias   | 1957        | 1956        | 1955        | 1954        | 1951        | 1950   |
| ---------- | -------- | ----------- | ----------- | ----------- | ----------- | ----------- | ------ |
| Villa Bens | Naturais | 735         | 692         | 753         | 1 658       | 1 067       | 2 959  |
| Villa Bens | Europeus | 710         | 711         | 725         | 598         | 602         | 520    |
| Villa Bens | Total    | 1 445       | 1 403       | 1 478       | 2.256       | 1 669       | 3 479  |

#### Após o período Espanhol
Segundo os censos realizados pelas autoridades Marroquinas, a população da cidade era a seguinte:
| Cidade de: | 2024   | 2014  | 2004  |
| ---------- | ------ | ----- | ----- |
| Tarfaya    | 11 030 | 8 027 | 5 615 |